# Cẩm Bình (huyện)
Cẩm Bình là một huyện cũ thuộc tỉnh Hải Hưng, sau thuộc tỉnh Hải Dương. Tồn tại từ ngày 5 tháng 7 năm 1977 đến ngày 17 tháng 2 năm 1997.

## Vị trí địa lý và hành chính
- Phía Bắc giáp 2 huyện Thuận Thành và Gia Lương của tỉnh Bắc Ninh
- Phía Tây giáp 2 huyện Mỹ Văn và Kim Thi.
- Phía Nam giáp huyện Ninh Thanh
- Phía Đông giáp thị xã Hải Dương và hai huyện Nam Thanh và Tứ Lộc.

Huyện Cẩm Bình gồm 2 thị trấn: Cẩm Giàng, Kẻ Sặt và 35 xã: Bình Minh, Bình Xuyên, Cẩm Điền, Cẩm Định, Cẩm Đoài, Cẩm Đông, Cẩm Hoàng, Cẩm Hưng, Cẩm Phúc, Cẩm Sơn, Cẩm Văn, Cẩm Vũ, Cao An, Cổ Bì, Đức Chính, Hồng Khê, Hùng Thắng, Hưng Thịnh, Kim Giang, Lai Cách, Long Xuyên, Lương Điền, Ngọc Liên, Nhân Quyền, Tân Hồng, Tân Trường, Tân Việt, Thạch Lỗi, Thái Dương, Thái Hòa, Thái Học, Thúc Kháng, Tráng Liệt, Vĩnh Hồng, Vĩnh Tuy.

## Lịch sử
Huyện Cẩm Bình được thành lập vào ngày 5 tháng 7 năm 1977 trên cơ sở hợp nhất 2 huyện Cẩm Giàng và Bình Giang. Khi hợp nhất, huyện Cẩm Bình gồm 2 thị trấn: Cẩm Giàng, Kẻ Sặt và 35 xã: Bình Minh, Bình Xuyên, Cẩm Điền, Cẩm Định, Cẩm Đoài, Cẩm Đông, Cẩm Hoàng, Cẩm Hưng, Cẩm Phúc, Cẩm Sơn, Cẩm Văn, Cẩm Vũ, Cao An, Cổ Bì, Đức Chính, Hồng Khê, Hùng Thắng, Hưng Thịnh, Kim Giang, Lai Cách, Long Xuyên, Lương Điền, Ngọc Liên, Nhân Quyền, Tân Hồng, Tân Trường, Tân Việt, Thạch Lỗi, Thái Dương, Thái Hòa, Thái Học, Thúc Kháng, Tráng Liệt, Vĩnh Hồng, Vĩnh Tuy.
Ngày 6 tháng 11 năm 1996, huyện Cẩm Bình thuộc tỉnh Hải Dương vừa được tái lập
Ngày 17 tháng 2 năm 1997, huyện Cẩm Bình lại được tách trở lại như trước khi hợp nhất thành 2 huyện Cẩm Giàng và Bình Giang:
- Huyện Bình Giang có thị trấn Kẻ Sặt và 15 xã: Bình Minh, Bình Xuyên, Cổ Bì, Hồng Khê, Hùng Thắng, Long Xuyên, Nhân Quyền, Tân Hồng, Tân Việt, Thái Dương, Thái Học, Thái Hòa, Thúc Kháng, Vĩnh Hồng, Vĩnh Tuy.
- Huyện Cẩm Giàng có thị trấn Cẩm Giang và thị trấn Lai Cách và 15 xã: Cẩm Điền, Cẩm Đoài, Cẩm Đông, Cẩm Hoàng, Cẩm Hưng, Cẩm Phúc, Cẩm Văn, Cẩm Vũ, Cao An, Định Sơn, Đức Chính, Lương Điền, Ngọc Liên, Tân Trường, Thạch Lỗi.